# The Great Rock ’n’ Roll Swindle (singel)
The Great Rock ’n’ Roll Swindle – dziewiąty singel punkrockowego zespołu Sex Pistols. Wydany 4 października 1979. 

## Lista utworów
1. The Great Rock ’n’ Roll Swindle
2. Rock Around the Clock

## Skład
- Tenpole Tudor – wokal
- Steve Jones – gitara, gitara basowa
- Paul Cook – perkusja